# 巴士駕駛員
《巴士駕駛員》（又譯「模擬巴士」）是一個由SCS Software開發的交通工具模擬遊戲，使用OpenGL技術。遊戲於2007年3月發行。

## 遊戲內容

### 玩法
玩家可以玩不同的巴士，每個巴士都行走不同路線。玩家需要操控巴士來乘載乘客，將乘客載到每一個車站。當巴士駛到總站時，就會完成一個行程。

## 外部連結
- 官方网站